# Francesco De Zanna
Francesco De Zanna (Cortina d'Ampezzo, 18 gennaio 1905 – Cortina d'Ampezzo, 9 aprile 1989) è stato un bobbista e hockeista su ghiaccio italiano con cittadinanza austriaca.
Nasce a Cortina d'Ampezzo quando questa faceva parte dall'Impero Austro-ungarico, ma nel 1918, in seguito alla fine della prima guerra mondiale, Cortina passa al Regno d'Italia..

## Biografia
De Zanna è stato attivo a livello agonistico tra i primi anni venti e la metà degli anni cinquanta. Nel 1948 è tra i fondatori del Bob Club Cortina.

### Carriera bobbistica
Tra il 1924 e il 1954 De Zanna colleziona un totale di quindici medaglie nei campionati italiani di bob (10 ori, 4 argenti e 1 bronzo).
Nel 1936 partecipa alle Olimpiadi di Garmisch-Partenkirchen, per prendere poi parte a quattro campionati mondiali: nel 1938 a Sankt Moritz è sesto nel bob a due (in coppia con Amedeo Angeli). Dopo una sospensione forzata dell'attività a causa della seconda guerra mondiale, nel 1950 a Cortina d'Ampezzo conquista un altro sesto posto, questa volta nel bob a quattro; si migliora con un quinto posto nel 1953 a Garmisch-Partenkirchen, sempre nel bob a quattro, e un quarto posto nel 1955 a Sankt Moritz nel bob a due (in coppia con Luigi Figoli).
Nel 1955 si ritira dall'agonismo all'età di cinquant'anni.

### Carriera hockeystica
Vinse lo scudetto del campionato italiano di hockey su ghiaccio 1931-1932. De Zanna militava nella Sportivi Ghiaccio Cortina, che in quegli anni si chiamava Gruppo Sportivo Dolomiti Cortina Hockey.

## Palmarès

### Bob

#### Campionato italiano di bob a due
- 6 medaglie:
  - 3 ori (1930, 1933 e 1938)
  - 2 argenti (1934 e 1954)
  - 1 bronzo (1950)

#### Campionato italiano di bob a quattro
- 9 medaglie:
  - 7 ori (1924, 1930, 1932, 1933, 1934, 1938 e 1939)
  - 2 argenti (1949 e 1953)

### Hockey su ghiaccio

#### Campionato italiano di hockey su ghiaccio
- Campione italiano di hockey su ghiaccio nel 1932